# Treron griveaudi
Il piccione verde delle Comore (Treron griveaudi Benson, 1960) è un uccello della famiglia dei Columbidi diffuso nelle Comore.